# Beverly Hills, 90210
Beverly Hills, 90210 ist eine US-amerikanische Fernsehserie, die von 1990 bis 2000 auf Fox lief und von Aaron Spelling und Darren Star produziert wurde. In Deutschland wurde die Serie vom 4. Juli 1992 bis zum 14. April 2001 von RTL erstausgestrahlt. Der Titel der Fernsehserie nimmt Bezug auf die noble Serienkulisse Beverly Hills im kalifornischen Los Angeles County und deren Postleitzahl. Drehort war unter anderem das Anwesen Nummer 933 an der North Hillcrest Road. Von 1992 bis 1999 wurde der Ableger Melrose Place produziert, von 2008 bis 2013 ein weiterer namens 90210.

## Handlung
Die ersten Folgen drehen sich hauptsächlich um die Zwillinge Brandon und Brenda Walsh, die im Pilotfilm von Minnesota nach Beverly Hills ziehen. Dort treffen sie auf die verwöhnte Kelly Taylor, ihren Ex-Freund Steve Sanders, die intelligente Andrea Zuckerman und den Einzelgänger Dylan McKay. Weiterhin gibt es noch Kellys Busenfreundin Donna Martin und die beiden ein Jahr jüngeren David Silver und Scott Scanlon, die unbedingt zu Kellys Clique gehören wollen. Mit der Zeit zeigt sich, dass auch die reichen Kids ihre Probleme haben. Während Donna und David später auch ihre eigenen Geschichten bekamen, wurde die Rolle des Scott in der zweiten Staffel aus der Serie geschrieben.
Am Ende der vierten Staffel musste Shannen Doherty aufgrund von Spannungen bei den Dreharbeiten die Serie verlassen. Sie wurde durch Tiffani-Amber Thiessen ersetzt, die ab der fünften Staffel eine Bekannte der Walsh-Familie als Valerie Malone verkörperte. Die fünfte Staffel war gleichzeitig die Zeit des Umbruchs für die Serie, weil ab nun stetig neue Gesichter auftauchten – manche davon blieben länger, manche nur sehr kurz. Dazu gehörte unter anderem Hilary Swank, die in Staffel 8 Carly Reynolds spielte. Sie war jedoch so unbeliebt bei den Fans, dass sie nach einer halben Staffel gefeuert wurde. Dies tat jedoch ihrer Karriere keinen Abbruch, denn kurz darauf gewann sie ihren ersten Oscar. Jamie Walters verließ die Serie wegen des brutalen Images seiner Rolle des Ray Pruit, die seiner Musik-Karriere schadete. Luke Perry verließ die Serie in der sechsten Staffel, kehrte jedoch in der neunten Staffel zurück, weil seine angestrebte Kino-Karriere floppte. Perry wurde ab da als „Special Guest Star“ im Vorspann geführt.
Im Jahre 2000 wurde die Serie nach zehn Staffeln und fast 300 Episoden eingestellt. 2003 gab es eine Reunion, in Form eines TV-Specials mit dem Titel Beverly Hills, 90210: 10 Year High School Reunion, bei der sogar Shannen Doherty anwesend war und gemeinsam mit ihren Kollegen Jason Priestley, Jennie Garth, Ian Ziering, Gabrielle Carteris und Luke Perry in Erinnerungen schwelgte.

## Besetzung
Die Serie wurde bei der Bavaria Synchron vertont. Philipp Kraus schrieb die Dialogbücher der ersten vier Staffeln, diese Aufgabe übernahmen für die restlichen Staffeln Frank Engelhardt und Ivar Combrinck. Engelhardt führte in den ersten vier Staffeln die Dialogregie, ab Staffel 5 waren Ekkehardt Belle und Combrinck die Dialogregisseure.
| Schauspieler           | Rollenname       | Episode                          | Synchronsprecher                                       |
| Jason Priestley        | Brandon Walsh    | 1.01–9.05, 10.27                 | Philipp Brammer                                        |
| Shannen Doherty        | Brenda Walsh     | 1.01–4.32                        | Kellina Klein                                          |
| Jennie Garth           | Kelly Taylor     | 1.01–10.27                       | Julia Haacke                                           |
| Ian Ziering            | Steve Sanders    | 1.01–10.27                       | Manou Lubowski                                         |
| Gabrielle Carteris     | Andrea Zuckerman | 1.01–5.30 6.31–6.32, 8.27, 10.27 | Anke Korte                                             |
| Luke Perry             | Dylan McKay      | 1.02–6.10 9.07–10.27             | Sebastian Fischer (1.02–1.06) Oliver Mink (1.09–10.27) |
| Brian Austin Green     | David Silver     | 1.01–10.27                       | Dominik Auer (1.01–3.13) Dirk Meyer (3.14–10.27)       |
| Douglas Emerson        | Scott Scanlon    | 1.01–2.14                        | Felix Miller                                           |
| Tori Spelling          | Donna Martin     | 1.01–10.27                       | Christine Stichler                                     |
| Carol Potter           | Cindy Walsh      | 1.01–5.32 6.05, 6.15, 6.31, 8.32 | Marion Hartmann                                        |
| James Eckhouse         | Jim Walsh        | 1.01–5.32 6.31, 7.24, 8.32       | Hans-Rainer Müller                                     |
| Joe E. Tata            | Nat Bussichio    | 1.03–10.27                       | Thomas Rauscher                                        |
| David Gail             | Stuart Carson    | 4.06–4.10, 4.20–4.21             | Ole Pfennig                                            |
| Mark Damon Espinoza    | Jesse Vasquez    | 4.08–5.30                        | Niko Macoulis                                          |
| Kathleen Robertson     | Clare Arnold     | 4.22–7.32                        | Alisa Palmer                                           |
| Tiffani-Amber Thiessen | Valerie Malone   | 5.01–9.07, 10.27                 | Stefanie von Lerchenfeld                               |
| Jamie Walters          | Ray Pruit        | 5.05–7.10                        | Michel Guillaume                                       |
| Vincent Young          | Noah Hunter      | 8.02–10.27                       | Pascal Breuer                                          |
| Lindsay Price          | Janet Sosna      | 8.15–10.27                       | Anke Kortemeier                                        |
| Hilary Swank           | Carly Reynolds   | 8.01–8.17                        | Natascha Geisler                                       |
| Daniel Cosgrove        | Matt Durning     | 9.04–10.27                       | Benedikt Weber                                         |
| Vanessa Marcil         | Gina Kincaid     | 9.07–10.17                       | Karoline Guthke                                        |

## Trivia
- 90210 ist ein ZIP-Code (amerikanische Postleitzahl) von Beverly Hills
- Es gibt keinen einzigen Schauspieler, der in allen 293 Episoden der Serie zu sehen ist. Tori Spelling, Brian Austin Green, Jennie Garth und Ian Ziering spielten jeweils in 292 Folgen mit, gefolgt von Jason Priestley mit 245 Episoden und Joe E. Tata, der in 238 Folgen zu sehen war.
- Die Rollen von Tori Spelling und Luke Perry wurden erst kurz vor Drehbeginn in die Serie geschrieben.
- In der Pilotfolge spielte Pamela Galloway die Rolle der Jackie Taylor, Kellys Mutter. Danach übernahm Ann Gillespie den Part.
- In der ersten Staffel war der Name von Donnas Mutter noch Nancy Martin und sie wurde von Jordana Capra gespielt, in der zweiten Staffel lautete ihr Vorname dann Felice und die Rolle wurde von Katherine Cannon übernommen.
- In der ersten Staffel hatte die Familie Walsh ein Hausmädchen namens Anna. Sie tauchte aber in keiner weiteren Staffel mehr auf, und es wurde nie geklärt, was aus ihr wurde.
- Gabrielle Carteris war bereits 29 Jahre alt, als sie die Rolle der anfangs fünfzehnjährigen High-School-Schülerin Andrea Zuckerman übernahm.
- Kritikpunkt der Serie war die charakterliche und optische Ähnlichkeit der Nachfolger (Brenda-Valerie-Gina; Dylan-Noah; Brandon-Matt; Clare-Carly-Janet). Während es in den ersten Staffeln noch viele in sich abgeschlossene Episoden gab, wurde die Serie später immer soaplastiger und dramatischer.
- Fox wollte die Serie mit dem Titel „New Class of Beverly Hills“ fortsetzen, doch dazu kam es nie.
- Der US-amerikanische Horrorpunk-Musiker Wednesday 13 parodiert die Serie auf dessen Album Transylvania 90210: Songs of Death, Dying, and the Dead (2005) mit dem Lied Transylvania 90210.
- In der Serie traten auch viele Schauspieler auf, die heute aus anderen Filmen oder Serien bekannt sind, damals zum Teil aber noch am Anfang ihrer Karriere standen. Dazu gehören u. a.: Jessica Alba, Dean Cain, Rebecca Gayheart, Ken Jenkins, Jason Lewis, Sydney Penny, Matthew Perry, Nicholle Tom und Casper Van Dien.

## DVD-Veröffentlichungen
| Staffel | Veröffentlichung  | Anzahl Discs | Anzahl Episoden | Bildformat | Tonformat                | Sprachen                                         | Bonusmaterial |
| ------- | ----------------- | ------------ | --------------- | ---------- | ------------------------ | ------------------------------------------------ | --- |
| 1       | 12. Juli 2007     | 6            | 22              | 4:3 PAL    | Dolby, HiFi Stereo Sound | Deutsch (1.0), Englisch (2.0), Französisch (1.0) | Pilotfilm |
| 2       | 15. August 2008   | 8            | 28              | 4:3 PAL    | Dolby, HiFi Stereo Sound | Deutsch (1.0), Englisch (2.0), Französisch (1.0) | Triff die Walshes; Unser liebster Valentinstag; Alles was man über Beverly Hills, 90210 Season 2 wissen muss                                                                             |
| 3       | 21. Mai 2009      | 8            | 29              | 4:3 PAL    | Dolby, HiFi Stereo Sound | Deutsch (2.0), Englisch (2.0), Französisch (2.0) | 7 Minuten im Himmel; Die Welt aus der Sicht von Nat; Alles was man über Beverly Hills, 90210 Season 3 wissen muss                                                                        |
| 4       | 15. Oktober 2009  | 8            | 31              | 4:3 PAL    | Dolby                    | Deutsch, Englisch, Französisch                   | Ein Blick zurück mit Charles Rosin; Die Lieben der vierten Season; Beverly Hills Mütter; Alles was man über Beverly Hills, 90210 Season 4 wissen muss; Genrewechsel; 7 Minuten im Himmel |
| 5       | 5. August 2010    | 8            | 31              | 4:3 PAL    | Dolby                    | Deutsch, Englisch                                | Alles was man über Beverly Hills, 90210 Season 5 wissen muss |
| 6       | 7. Juli 2011      | 7            | 31              | 4:3 PAL    | Dolby                    | Deutsch, Englisch                                | |
| 7       | 6. Oktober 2011   | 7            | 31              | 4:3 PAL    | Dolby                    | Deutsch, Englisch                                | |
| 8       | 6. September 2012 | 8            | 32              | 4:3 PAL    | Dolby                    | Deutsch, Englisch                                | |
| 9       | 6. Juni 2013      | 6            | 26              | 4:3 PAL    | Dolby                    | Deutsch, Englisch                                | |
| 10      | 17. Oktober 2013  | 6            | 27              | 4:3 PAL    | Dolby                    | Deutsch, Englisch                                | |

## Neuauflage 2019:BH90210
Im Dezember 2018 wurde bekannt, dass eine Neuauflage von Beverly Hills, 90210 mehreren Sendern angeboten wurde. Initial entwickelt wurde diese von Tori Spelling und Jennie Garth in Verbindung mit den CBS Television Studios. Einen ersten Hinweis darauf gab es von Spelling im März auf Instagram. Viele der ursprünglichen Schauspieler nahmen daran teil, u. a. Garth, Spelling, Shannen Doherty, Jason Priestley, Ian Ziering, Brian Austin Green und Gabrielle Carteris. CBS bestätigte am 18. Dezember, dass das Projekt in einer frühen Phase sei.
Am 1. Februar 2019 bestätigte Spelling, dass es eine Neuauflage geben wird. Außerdem ergänzte sie, dass fast die komplette Ursprungsbesetzung teilnehmen würde, lediglich Luke Perrys Mitwirkung galt bis zu seinem Tod am 4. März 2019 als begrenzt, da er zu dem Zeitpunkt zum Hauptcast von Riverdale gehörte.
Am 27. Februar 2019 wurde bekanntgegeben, dass sechs Folgen vom US-amerikanischen Sender Fox bestellt wurden. Am 26. April 2019 folgte die Verkündung des neuen Serientitels: BH90210. Im Mai 2019 wurde der Start der Serie für den 7. August 2019 auf Fox angekündigt. Am 7. November 2019 wurde schließlich bekannt gegeben, dass es keine zweite Staffel der Neuauflage BH90210 geben wird.
Seit Januar 2020 ist die Neuauflage auch in Deutschland auf TVNOW zu sehen. Hierfür konnten fast alle Synchronsprecher des Originals wiedergewonnen werden. Lediglich Jason Priestleys Stimme musste umbesetzt werden, da dessen damaliger Synchronsprecher, Philipp Brammer, bereits 2014 verstorben ist. Die Synchronisation übernahm in der Neuauflage Jaron Löwenberg.